# ブランディ・レッドフォード
ブランディ・レッドフォード（Brandy Ledford、1969年2月4日 - ）は、アメリカ合衆国の女優、モデル、元ペントハウス・ペット・オブ・ザ・イヤー。SFテレビドラマシリーズ『アンドロメダ』のドイル役で知られる。信心深いキリスト教徒である。

## 人物
レッドフォードはコロラド州デンバーで生まれ、4歳の時にカリフォルニア州レドンドビーチに移った。彼女はユタ州、日本、カリフォルニア州ハンティントンビーチ、同タホ湖、ニューヨーク、オンタリオ州トロント、ハワイ州、カリフォルニア州サンディエゴ、ブリティッシュコロンビア州バンクーバー、カリフォルニア州ロサンゼルス郡にも住んでいた事がある。身長は168cm、瞳の色はグリーン、毛髪の色は明るいブルネット/ブロンドである。彼女はスノーボード、読書、映画観賞、ショッピング、旅行、キックボクシングを趣味としている。またテニス、アメリカンフットボール、ホッケーの試合観戦も好む。

## 経歴
レッドフォードは『アンドロメダ』以外にも『ベイウォッチ』の第10シーズン「ベイウォッチ・ハワイ」や、SCI FIチャンネルの『インビジブル・マン (The Invisible Man)』シリーズ、その他多くのSFテレビシリーズにゲスト出演している。
レッドフォードはキリスト教徒になる以前に、ペントハウス、Genesis、Club International、ハスラーなどの男性誌に登場し、性的に露骨な単独やレズビアンのグラビアページを飾った。彼女はジゼル (Jisel) の名で1990年5月号のペントハウス・ペットになり、1992年のペット・オブ・ザ・イヤーにも選ばれた。また彼女がミュージシャンのヴィンス・ニール、ポルノ女優のジャニーン・リンデマルダーと3Pに興じているプライベートセックスビデオが流出し、彼女に知らせる事も同意を得る事も無くハードコアポルノ映画としてリリースされた。アダルトエンターテンメント界から退いた後、テレビ俳優としての名声を確立するまでの間、何本かポルノではない成人向映画に出演した。
レッドフォードはテレビシリーズ『ホイッスラー (Whistler)』におけるシェルビー・ヴァーランド役の演技により、レオ賞 (Leo Awards) の最優秀助演女優賞にノミネートされた。

## 主な出演作

### 映画
| 公開年 | 邦題 原題                                            | 役名                         | 備考                       |
| ------ | ---------------------------------------------------- | ---------------------------- | -------------------------- |
| 1992   | Penthouse Satin & Lace                               |                              | ジゼル名義                 |
| 1993   | デモリションマン Demolition Man                      | Fiber Op Girl                | ブランディ・サンダース名義 |
| 1995   | 密猟者 Killing for Love                              | セレナ                       |                            |
| 1996   | Irresistible Impulse                                 | ヘザー・マクニール           | ビデオ映画                 |
| 2000   | My 5 Wives                                           | ブランチ                     |                            |
| 2000   | We All Fall Down                                     | 究極の女                     |                            |
| 2000   | バーティカル・ターゲット/大統領狙撃計画 First Target | ケルシー・イネス             | テレビ映画                 |
| 2001   | ラットレース Rat Race                                | ヴィッキー                   |                            |
| 2001   | サティスファクション Zebra Lounge                    | ウェンディ                   | テレビ映画                 |
| 2004   | 合衆国沈没 Faultline                                 | リン・ラーソン・マカリスター | テレビ映画                 |

### テレビシリーズ
| 放映年    | 邦題 原題                                      | 役名                 | 備考         |
| --------- | ---------------------------------------------- | -------------------- | ------------ |
| 1997-1998 | ファストトラック Fast Track                    | ミミ・チャンドラー   | 23エピソード |
| 1998      | ファースト・ウェイブ/最終予言1999 First Wave   | ミシェル             | 1エピソード  |
| 1999-2000 | ベイウォッチ Baywatch                          | ドーン・マスタートン | 22エピソード |
| 2001-2002 | The Invisible Man                              | アレックス・モンロー | 17エピソード |
| 2002      | ヤング・スーパーマン Smallville                | ミセス・ギブソン     | 1エピソード  |
| 2004      | スターゲイト SG-1 Stargate SG-1                | ザレン               | 1エピソード  |
| 2004-2005 | アンドロメダ Andromeda                         | ドイル               | 20エピソード |
| 2006      | スターゲイト アトランティス Stargate: Atlantis | ノリナ               | 1エピソード  |
| 2006-2007 | Whistler                                       | シェルビー           | 8エピソード  |
| 2009      | モダン・ファミリー Modern Family               | デジレ               | 1エピソード  |
| 2013      | NCIS:LA 〜極秘潜入捜査班 NCIS: Los Angeles     | アリソン・ホール     | 1エピソード  |